# Mel Lopez
Gemiliano "Mel" C. Lopez jr. (Manilla, 1 september 1935 – Quezon City, 1 januari 2017) was een Filipijns politicus. Lopez was van 1986 tot 1992 burgemeester van de Filipijnse hoofdstad Manilla. Daarvoor zat hij twee jaar namens Manilla in het toenmalige Filipijnse parlement, het Batasang Pambansa en was hij jarenlang raadslid van Manilla. Zijn broer, Jaime Lopez was zes termijnen lang lid van het Filipijns Huis van Afgevaardigden.

## Carrière
Lopez begon zijn politieke loopbaan als raadslid van Manilla in 1967. In 1971 was hij een van de gewonden bij de bomaanslag op Plaza Miranda. Ook was hij dat jaar kortstondig waarnemend viceburgemeester van de stad. In 1984 werd Lopez gekozen als lid van het Batasang Pambansa namens het district Manilla. Na de val van president Ferdinand Marcos tijdens de EDSA-revolutie werd Lopez door de regering van de nieuwe president Corazon Aquino benoemd tot burgemeester van Manilla. Bij de eerstvolgende burgemeestersverkiezingen versloeg hij, gesteund door president Aquino uitdager Lito Atienza. Enkele maatregelen die hij nam als burgemeester om het imago en het bestuur van de stad te verbeteren waren de verplaatsing en vernietiging van sloppenwijken, de verbetering van de vuilnisophaaldienst van de stad, de verplaatsing van straatverkopers langs doorgaande wegen naar andere plekken in de stad en het bestrijden van het legale en illegale gokken.
Van 1993 tot 1996 was Lopez voorzitter van de Philippine Sports Commission, een overheidsorgaan dat zich inzet voor de bevordering van sport in de Filipijnen.
In 2004 maakte Lopez een politieke comeback toen hij zich opnieuw kandidaat stelde voor het burgemeesterschap van Manilla. Hij verloor de burgemeestersverkiezingen van 2004 echter van zittend burgemeester Lito Atienza.
Lopez overleed op nieuwjaarsdag 2017 in het St. Luke's Medical Center op 81-jarige leeftijd aan een hartaanval.

## Bron
- Ex-Manila mayor Mel Lopez dies, Rappler.com (2 januari 2017)